# Benjamin Stuckey
Benjamin Fomitsch Stuckey (russisch Вениамин Фомич Стокке; * um 1770; † nach 1837) war ein englisch-russischer Schiffbauer.

## Leben
Stuckey leitete den Bau von Schiffen in England.
Stuckey nahm 1809 das Angebot zum Eintritt in den russischen Dienst an. Nachdem er sich mit den Strukturen des russischen Schiffbaus vertraut gemacht hatte, projektierte er den Neuaufbau der Ochta-Werft bei St. Petersburg an der Mündung der Ochta in die Newa, wo sich vor der Gründung St. Petersburgs die schwedische Festung Nyenschanz befunden hatte. 1809 leitete er persönlich den Bau der Werkstätten und Hellinge am dortigen neuen Panoptischen Institut, in dem die künftigen Schiffbau-Meister ausgebildet werden sollten. Im September 1809 am Ende des Werftaufbaus kam der Befehl des Admiralitätsdepartements zum Bau der Schiffe und Hellinge unter der Aufsicht des Linienschiffbau-Direktors Jacques Balthazar Brun de Sainte-Catherine. Im Dezember 1809 wurde Stuckey zum Linienschiff-Meister der 12. Rangklasse ernannt.
Stuckeys erstes Schiff auf der neuen Werft war der 16-Kanonen-Logger Strela (Pfeil), den er im Februar 1810 auf Kiel legte und im Juli 1811 in Anwesenheit Kaiser Alexanders I. von Stapel laufen ließ. Am Tag des Stapellaufs legte er die 32-Kanonen-Fregatte Pollux auf Kiel. Für den Bau des Loggers erhielt er eine Prämie von 500 Rubel und die Höherstufung in die 9. Rangklasse. Es folgten Fregatten, Linienschiffe, Schoner, Yachten, Sloops und Transportschiffe. Mit der im Mai 1817 von Stapel gelaufenen 28-Kanonen-Sloop Kamtschatka umsegelte Wassili Golownin 1817–1819 die Welt.

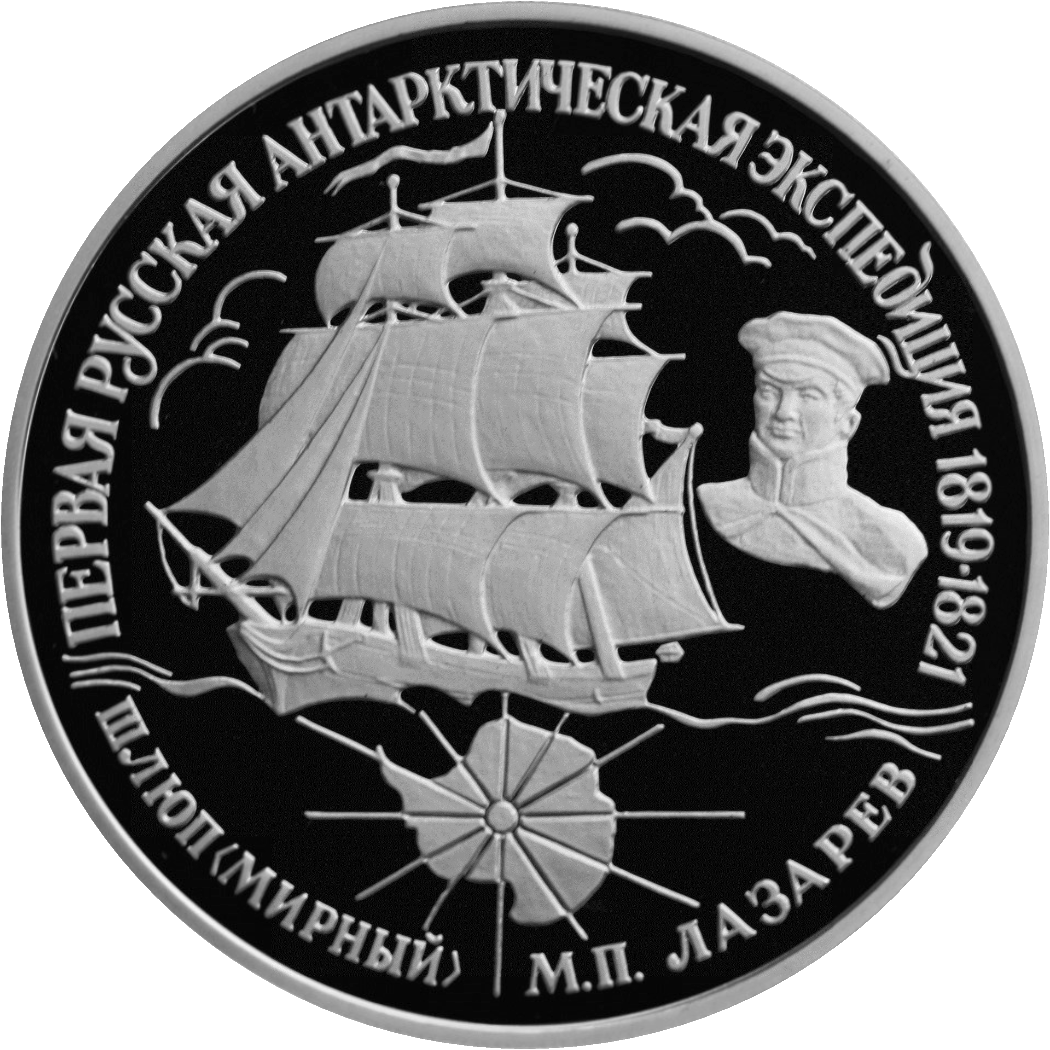
Erste russische Antarktis-Expedition mit der Sloop Mirny und M. P. Lasarew (25-Rubel-Münze der Bank Rossii 1994, Rückseite)

Mit Stuckeys Sloop Wostok (Kiellegung Januar 1818, Stapellauf Juli 1818) und Iwan Kurepanows Sloop Mirny führten Fabian Gottlieb von Bellingshausen und Michail Lasarew 1819–1821 die erste russische Antarktis-Expedition durch, auf der sie die Antarktis als 6. Kontinent entdeckten.

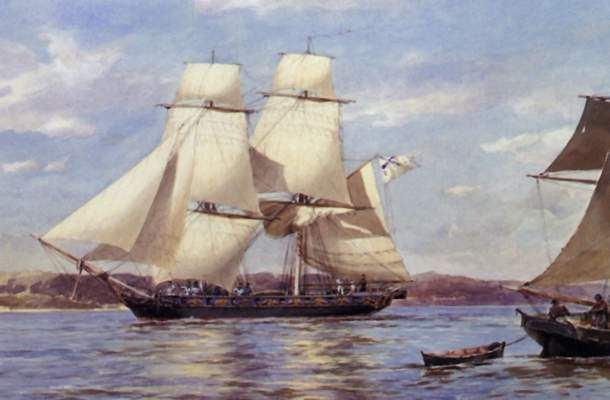
Druschba (A. K. Beggrow, 1892, Zentrales Marinemuseum, St. Petersburg)

Im Februar 1818 war Stuckey zum Linienschiff-Meister der 8. Rangklasse ernannt worden. Er baute weiter Schiffe unterschiedlicher Art. Im August 1821 legte er mit dem Linienschiff-Meister Alexander Popow eine Korvette auf Kiel, die im Juni 1822 von Stapel lief. 1821 baute er auch eine Yawl, Rettungsboote, 16 von ihm selbst entwickelte 2-Kanonen-Kanonenboote und ein 2-Kanonen-Bombarde-Boot.
1822 wurde Stuckey ins Ausland abkommandiert, um in den Niederlanden, England und Frankreich die Neuerungen im ausländischen Schiffbau kennenzulernen. Mitte 1823 kehrte er nach St. Petersburg zurück und setzte seine Arbeit auf der Ochta-Werft fort. 1824 baute er zwei Passagierschiffe. Im November 1825 begann er den Bau der kaiserlichen Yacht Druschba (Freundschaft) für Nikolaus I., die im Mai 1826 von Stapel lief. Im November 1827 begann er den Bau seines ersten Dampfschiffs mit einer 40-PS-Dampfmaschine, das im April 1828 von Stapel lief. Er war 1824 in die 7. Rangklasse und 1826 in die 6. Rangklasse eingestuft worden. Im Dezember 1826 wurde er zum Oberst des Linienschiff-Ingenieurskorps befördert.
Durch Ukas Nikolaus’ I. wurde die Ochta-Werft die Ochta-Admiralität. Im Februar 1829 verlangte Nikolaus I. zwei Hellinge für den Bau von Linienschiffen und Fregatten und zwei Hellinge für kleinere Schiffe auf der Werft. Mit der neuen Planung der Ochta-Admiralität wurde Stuckey beauftragt. Er modernisierte die Werft und verbesserte die Arbeitsabläufe. Er ließ die Fregatten mit dem Bug zum Wasser hin bauen, um den Stapellauf zu erleichtern. Er schlug den Einbaus von Kraut-Kammern und Wasserklosetts auf Linienschiffen vor. Er baute weiter Linienschiffe, Fregatten und Dampfschiffe.

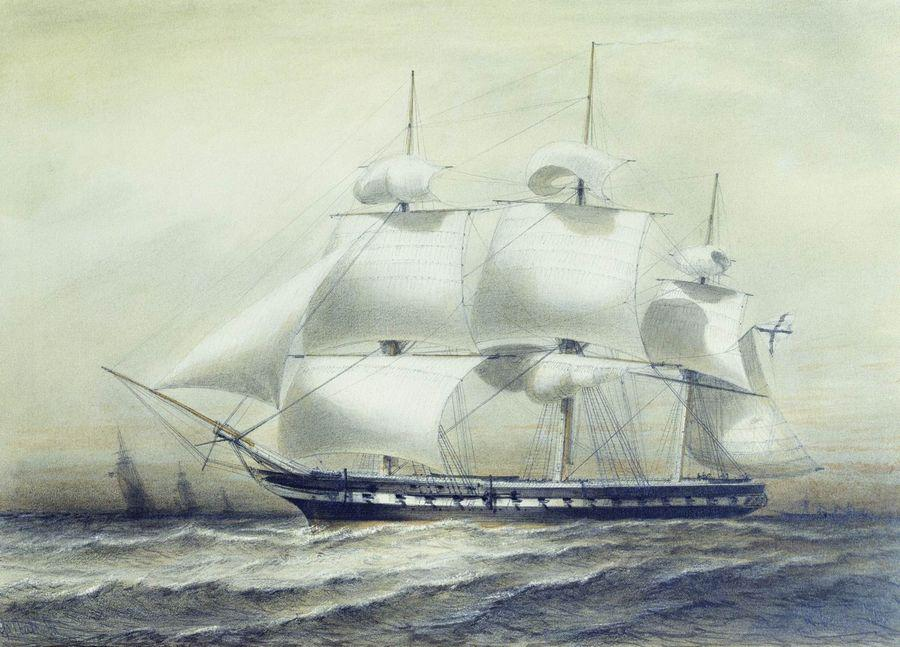
Pallada (A. P. Bogoljubow, 1847, Zentrales Marinemuseum, St. Petersburg)

Im September 1831 befahl Nikolaus I. dem Marine-Ministerium, Stuckey mit dem Bau eines 74-Kanonen-Linienschiffs, einer 44-Kanonen-Fregatte und eines Transportschiffs auf der Ochta-Werft zu beauftragen. Dabei sollte die Fregatte nach dem System Robert Seppings’ mit Verwendung von Eisen-Ankern gebaut werden. Ende Oktober 1831 legte Stuckey dem Linienschiffbaurechnungskomitee seine Entwurfszeichnung für die Fregatte zur Überprüfung von. Dabei hatte er sich auf die Zeichnung Iwan Amossows der in England nach dem Muster einer US-amerikanischen Fregatte gebauten 52-Kanonen-Fregatte President gestützt. Stuckeys Projekt wurde sogleich genehmigt, so dass die Fregatte auf Kiel gelegt wurde. Nikolaus I. gab ihr den Namen Pallada. 1832 erkrankte Stuckey, worauf Amossow ihn ersetzte und den Bau der Fregatte zu Ende führte. Auf persönliche Bitte des künftigen Kommandeurs des Schiffs Pawel Nachimow entwarf Amossow nach englischem Muster eine sicherere Kraut-Kammer. Die Pallada fuhr mit einer Gesandtschaft an Bord von Kronstadt über den Atlantik, den Indischen Ozean und den Pazifik nach Japan. Iwan Gontscharow nahm an der Reise teil und schrieb ein Buch über diese Reise.
Stuckeys letztes Schiff war die kaiserliche Dampfyacht Alexandrija, die Ende 1831 auf Stapel gelegt worden war und im Juli 1832 mit einer 90-PS-Dampfmaschine von Stapel lief. 1833 wurde er aus Gesundheitsgründen beurlaubt, worauf er sich im Ausland behandeln ließ. Im August 1835 wurde er zum Mitglied des Linienschiffbaurechnungskomitees ernannt. 1836 wurde er vom Dienst befreit mit Gewährung eines Auslandsurlaubs zur Fortführung seiner Behandlung. Da sein Gesundheitszustand eine Rückkehr nicht erlaubte, wurde er auf seine Bitte im Februar 1837 aus dem russischen Dienst entlassen.
Stuckey starb in England.

## Ehrungen
- Russischer Orden der Heiligen Anna II. Klasse (1826 mit einer Gratifikation von 3000 Rubel), mit Diamanten (1827 mit einer Gratifikation von 2000 Rubel)
- Orden des Heiligen Wladimir III. Klasse (1829)[1][4]